# バットマン:マントの戦士
『バットマン:マントの戦士』（Batman: Caped Crusader）は、2024年8月1日からAmazon Prime Videoで配信されているアメリカ合衆国のテレビアニメ。元々このシリーズはMaxで制作される予定だったがキャンセルとなり、Prime Videoで制作された
。

## キャラクター
ブルース・ウェイン / バットマン
声 - ヘイミッシュ・リンクレイター、吹替 - 田所陽向
アルフレッド・ペニーワース執事
声 - ジェイソン・ワトキンス、吹替 - 魚建
ジェームズ・“ジム”・ゴードン警視総監
声 - エリック・モーガン・スチュアート、吹替 - 田中正彦
バーバラ・ゴードン
声 - クリスタル・ジョイ・ブラウン、吹替 - 弘松芹香 
ハービー・ブロック
声 - ジョン・ディマジオ
アーノルド・フラス
声 - Gary Anthony Williams、吹替 - 佐々木義人
レニー・モントーヤ
声 - Michelle C. Bonilla、吹替 - アモンド雪
ハーリーン・クインゼル博士 / ハーレイ・クイン
声 - ジェイミー・チャン、吹替 - 岡純子
ハービー・デント / トゥーフェイス
声 - ディードリック・ベーダー、吹替 - 前田雄
ルーシャス・フォックス
声 - バンパー・ロビンソン
セリーナ・カイル / キャットウーマン
声 - クリスティーナ・リッチ、吹替 - 新福桜
オノマトピア
声 - リード・スコット、吹替 - 木内太郎
バジル・カルロ / クレイフェイス
声 - Dan Donohue、吹替 - 横島亘
ナタリア・ナイト / ノクターナ
声 - マッケナ・グレイス、吹替 - 佐藤里緒
ジム・クラドック / ジェントルマン・ゴースト、ラッセル・クラドック
声 - トビー・スティーブンス、吹替 - 稲葉実
オズワルダ・コブルポット / ペンギン
声 - ミニー・ドライヴァー、吹替 - ニケライ・ファラナーゼ
トニー・ジトー
声 - ヴィンセント・ピアッツァ、吹替 - 田渕将平
ゴーマン
声 - ジェイソン・マースデン、吹替 - 流大介
ルパート・ソーン
声 - セドリック・ヤーブロー、吹替 - 辻親八
ジョーカー
声 - ノンクレジット、吹替 - 武内駿輔

## エピソード
| #  | サブタイトル           | 原題                     | 配信日       |
| -- | ---------------------- | ------------------------ | ------------ |
| 1  | ペンギンの野望         | In Treacherous Waters    | 2024年8月1日 |
| 2  | …そして悪役に          | ...And Be a Villain      | 2024年8月1日 |
| 3  | キャットウーマンのキス | Kiss of the Catwoman     | 2024年8月1日 |
| 4  | 炎に魅せられた男       | The Night of the Hunters | 2024年8月1日 |
| 5  | ハーレイ･クインの野望  | The Stress of Her Regard | 2024年8月1日 |
| 6  | 強盗はゴースト         | Night Ride               | 2024年8月1日 |
| 7  | 謎の暗殺指令           | Moving Target            | 2024年8月1日 |
| 8  | 哀愁のカーニバル       | Nocturne                 | 2024年8月1日 |
| 9  | 私の中の殺人鬼         | The Killer Inside Me     | 2024年8月1日 |
| 10 | 残酷な夜               | Savage Night             | 2024年8月1日 |

## スタッフ
- エグゼクティブプロデューサー - ブルース・ティム、J・J・エイブラムス、マット・リーヴス、エド・ブルベイカー、ジェームズ・タッカー、ダニエル・ピプスキー、レイチェル・ラッシュ・リッチ、サム・レジスター
- プロデューサー - アダマ・エボ、アダンネ・エボ、ガブリエル・ストリック
- 編集 - マーク・ストーン
- 制作 - バッド・ロボット・プロダクションズ、6th&アイダホ・モーション・ピクチャー・カンパニー、DCエンターテインメント、ワーナー・ブラザース・アニメーション、Amazon MGMスタジオ

### 日本語版製作スタッフ
- 翻訳 - 埜畑みづき
- 演出 - 久保宗一郎
- 録音制作 - 東北新社